# Скворцов, Владимир Степанович
Влади́мир Степа́нович Скворцо́в (род. 25 марта 1954, дер. Климовщина, Новгородская область) — поэт, переводчик, общественный деятель; редактор литературного журнала «Невский альманах». Президент Некоммерческого партнёрства поддержки литераторов «Родные просторы».

## Биография и творческая деятельность
После окончания Богословской средней школы работал на Лесопильно-мебельном комбинате в г. Пестово. С 1972 г. по 1974 г. служил в Советской армии. В 1980 году окончил факультет журналистики ЛГУ. После окончания вуза работал в Выборге редактором Выборгской редакции радиовещания. С 1985 года по 1988 года Владимир Скворцов — директор Подготовительных курсов ЛГУ.
Первые публикации появились в 1972 году на Всесоюзном радио и в районной газете. Печатался в газетах, в журналах «Советский воин», «Аврора», «Крокодил», «Русский мир», «Новый век» и др.
С 1984 года — член Союза журналистов России, с 1994 года — член Союза писателей России, с 2015 года — член Союза писателей Санкт-Петербурга.
С 2005 года Владимир Скворцов становится членом правления Санкт-Петербургского отделения Союза писателей России. С 2006 года — членом правления СПб отделения Литературного фонда России. В 2009 году Владимир Скворцов был избран действительным членом (академиком) Петровской академии наук и искусств .
Автор тринадцати книг. На стихи Владимира Скворцова написано более сорока песен.
В 2003 году Владимир Скворцов стал инициатором возрождения журнала «Невский альманах», который издавался с 1825 по 1915 год. В настоящее время журнал выходит ежемесячно, тиражом 3500 экз. В редакции журнала проходят творческие вечера, презентации книг, лекции и круглые столы. Совместно с администрацией ЦПКиО имени С. М. Кирова журнал и НППЛ «Родные просторы» проводят большой Всероссийский литературно-музыкальный фестиваль-конкурс «Елагин остров — цветок петлице Петербурга». С 2016 года на летних книжных аллеях НППЛ «Родные просторы» проводит музыкально-поэтический фестиваль «Петербургские строфы — в стихах и песнях». Лучшие стихи участников фестиваля публикуются в ежегодном сборнике «Звучащие строфы Петербурга», который также выпускается издательством «Родные просторы» (НППЛ).

## Премии и награды[2]
- медаль «За отвагу на пожаре»
- юбилейная медаль «100 лет со дня рождения С. А. Есенина» (1995)
- медаль «В память 300-летия Санкт-Петербурга» (2003)
- Золотая пушкинская медаль «За сохранение традиций в русской литературе» (2004)
- медаль «За выдающийся вклад в культуру Отечества» (2006)
- Лауреат Всероссийской православной литературной премией имени святого благоверного Великого князя Александра Невского за поддержку современной русской литературы, издательскую и просветительскую деятельность (2007)
- почётный знак святой мученицы Татьяны степени «Наставник молодёжи» за многолетнюю просветительскую и социальную деятельность. (2007)
- медаль «20 лет вывода Советских войск из Афганистана»
- памятная медаль Московской городской организации Союза писателей России «А. С. Грибоедов 1795—1829» (2009)
- Лауреат Международной литературной премии имени Сергея Есенина «О Русь, взмахни крылами…» (2010)
- Лауреат Всероссийского литературного конкурса имени Святого Благоверного князя Александра Невского в номинации «Народность и патриотизм» (2010)
- Лауреат Всероссийского литературного конкурса имени генералиссимуса А. В. Суворова
- Серебряная медаль гуманитарного фонда «Личности Петербурга» (2012)
- медаль «Николай Рубцов» (20.11.2016)
- медаль Московской городской организации Союза писателей России «За верность слову и делу» им. А. С. Пушкина (2017)